# Bathyphantes tateyamaensis
Bathyphantes tateyamaensis är en spindelart som först beskrevs av Ryoji Oi 1960.  Bathyphantes tateyamaensis ingår i släktet Bathyphantes och familjen täckvävarspindlar. Inga underarter finns listade.